# Житняк понтийский
Житня́к понти́йский (лат. Agropyron ponticum) — вид однодольных растений рода Житняк (Agropyron) семейства Злаки (Poaceae). Таксономическое название опубликовано российским ботаником Сергеем Арсеньевичем Невским в 1934 году.
Как правило (но не всегда) считается синонимом Agropyron cristatum (L.) Gaertn., либо подвидом Agropyron cristatum subsp. ponticum (Nevski) Tzvelev.

## Распространение, описание
Таксон был описан из Крыма.
Травянистое растение. Листья ланцетной или линейной формы. Соцветие — колос, несущий мелкие цветки. Плод — зерновка жёлтого цвета.
Число хромосом — 2n=14.

## Замечания по охране
Растение включалось в Красную книгу Севастополя.